# Jinan
För landskommunen Jinan i provinsen Nordjeolla i Sydkorea, se Jinan, Sydkorea.
Jinan, tidigare känd som Tsinan, är huvudstaden i provinsen Shandong i Kina, belägen vid Gula floden. 
Stadsområdet har cirka 6,8 miljoner invånare, varav cirka 4,3 miljoner invånare i innerstaden (år 2010). Arkeologiska fynd visar på att stadens historia går tillbaka till den tidiga Shangdynastin. Staden är känd för sina många färskvattenkällor och är säte för ett flertal universitet och forskningsinstitutioner.

## Administrativ indelning
Staden Jinan består av sex stadsdistrikt, två härad och en stad på häradsnivå:
- Stadsdistriktet Shizhong (市中区= "Innerstaden"), 280 km², 713 600 invånare;
- Stadsdistriktet Lixia (历下区), 101 km², 754 100 invånare;
- Stadsdistriktet Huaiyin (槐荫区), 151 km², 476 800 invånare;
- Stadsdistriktet Tianqiao (天桥区), 249 km², 688 400 invånare;
- Stadsdistriktet Licheng (历城区), 1 298 km², 1 124 300 invånare;
- Stadsdistriktet Changqing (长清区), 1 178 km², 578 700 invånare;
- Häradet Pingyin (平阴县), 827 km², 331 700 invånare;
- Häradet Jiyang (济阳县), 1 075 km², 517 900 invånare;
- Häradet Shanghe (商河县), 1 163 km², 564 100 invånare;
- Staden Zhangqiu (章丘市), 1 855 km², 1 064 200 invånare.

## Klimat
Genomsnittlig årsnederbörd är 841 millimeter. Den regnigaste månaden är juli, med i genomsnitt 315 mm nederbörd, och den torraste är januari, med 6 mm nederbörd.